# 全俄罗斯未来共产党

全俄罗斯未来共产党标志

全俄罗斯未来共产党（缩写为或）是俄罗斯的一个已不存在的共产主义政党。2004年9月11日，该党在莫斯科成立，分裂自俄罗斯联邦共产党，弗拉基米尔·吉洪诺夫任中央委员会政治局主席，谢尔盖·波塔波夫任中央委员会第一书记。2005年7月28日，该党失去注册政党资格。2006年7月8日，吉洪诺夫和波塔波夫被免职，亚历山大·库瓦耶夫和瓦·阿·康斯坦丁诺夫分别接任中央委员会政治局主席和中央委员会第一书记。在该党解散后，其领导成员分别转入“俄罗斯爱国者”党和“俄罗斯共产党人”党。该党的机关报为《俄罗斯真理报》。